# Dieuwertje Blok

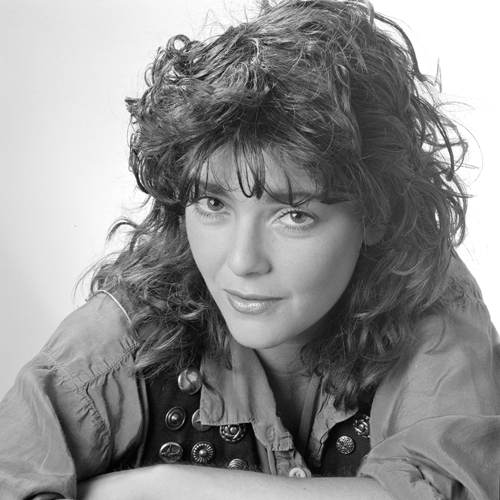
Dieuwertje Blok (1989 Porträt)

Dieuwer Sarah (Dieuwertje) Blok (* 8. August 1957 in Nederhorst den Berg; † 2. März 2025) war eine niederländische Moderatorin und Schauspielerin.

## Karriere
Nach ihrem rasch erlangten schulischen MAVO-Abschluss (dem deutschen Realschulabschluss vergleichbar) arbeitete Dieuwertje Blok (gesprochen: Duhwertje) ein Jahr für das kleine Plattenlabel VIP Records, wechselte dann als Bildredakteurin zum Rundfunksender KRO und betreute dort die Programmzeitschrift TV Studio. 1980 wurde sie Ansagerin bei KRO. Sie war auch Moderatorin der Sendung Sport op Maandag und des Magazins KRO’s Middageditie. In einem offenherzigen Artikel im Magazin Vrij Nederland erklärte sie freimütig, eine überzeugte Atheistin zu sein. Der Programmrat der katholischen Rundfunkanstalt KRO zeigte in Teilen Unmut darüber, dass eine „Ungläubige“ bei ihnen Sendungen moderiert. Sie wechselte danach folgerichtig zum Sender VARA. Dort moderierte sie Sendungen wie Filmnieuws und Zomertijd wie auch zusammen mit Ati Dijckmeester und Marjolijn Uitzinger die Sendung Drie vrouwen (Idee: Marcel van Dam). Zu Ende der 1980er Jahre wechselte sie zu dem Privatsender RTL-Véronique. Als ihre dort moderierte Talkshow abrupt abgesetzt wurde, erstritt sie gerichtlich gegenüber RTL 4 (der Nachfolgerin von RTL-Véronique) 150.000 Gulden.
Mitte der 1990er Jahre kehrte Blok zu KRO zurück und moderierte die Sendung Ontbijt TV und Er is meer tussen Hemel en Aarde (dt.: Es gibt mehr zwischen Himmel und Erde). Ab dem 12. Januar 2004 präsentierte sie zusammen mit Theodor Holman die Talkshow Dolce Vita, die aus einem normalen Haus nahe Hilversum gesendet wurde. Bereits wenige Wochen später wurde sie durch Hansje Bunschoten ersetzt. Da die Sendung ab dem 1. März live ausgestrahlt werden sollte, sah sie keine Möglichkeit, ihren Beruf mit ihrem Privatleben zu vereinen. Bis 2005 war sie einer der wöchentlichen Moderatoren der Radiosendung Desmet live (heute OBA live) der Rundfunkanstalt Humanistische Omroep. Beim Bildungssender ETV stellte sie in der Serie Blokletters sechs Analphabetinnen vor. Zwischen 2008 und März 2011 präsentierte Blok an drei Wochentagen die morgendliche Radiosendung De Ochtendshow beim Regionalsender Omroep West. Mit ihrem Ehemann, dem Journalisten Peter de Bie (1950–2025) moderierte sie samstagmorgens die TROS Nieuwsshow über NPO Radio 1. Zwischen 2014 und 2016 moderierte sie zusammen mit Janny van der Heijden die NTR-Sendung Landinwaarts. 2021 verabredete sie sich in ihrer neuen Sendung Reisgenøten (das niederländische Wort für Reisegefährten, jedoch plakativ mit skandinavischem ø geschrieben) mit prominenten Niederländern in Dänemark; gemeinsam verbrachten sie einige Tage und erkundeten die schönsten Plätze des skandinavischen Landes.

## Sinterklaasjournaalu.a.

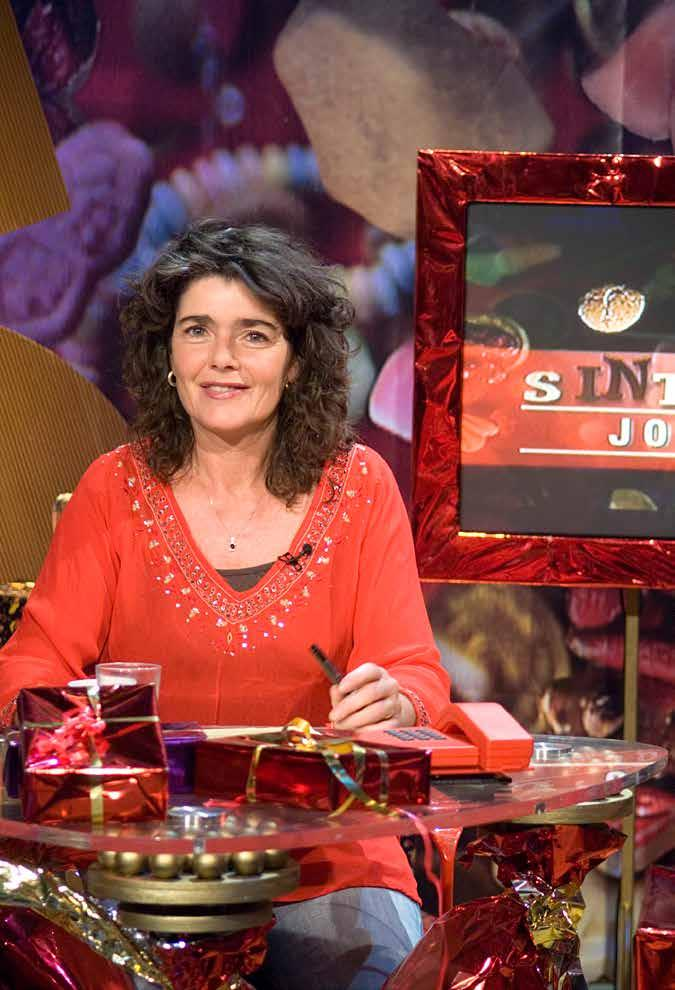
Dieuwertje Blok als Moderatorin des tägliches Sinterklaasjournaals

Ab 2001 war sie die Präsentatorin des Sinterklaasjournaals, eines vorweihnachtlichen Kinderprogramms im Stil einer Nachrichtensendung. Auch moderierte sie ab 2002 den Einzug des Sinterklaas in Amsterdam. Bis 2007 stand ihr der „Außenreporter“ Rik Hoogendoorn zur Seite; ab 2007 Jeroen Kramer. In den thematisch gleichen Filmen Op bezoek bij Sinterklaas (2008) und Het sinterklaasjournaal: De meezing moevie (2009) spielte sie eine der Hauptrollen. Ab 2018 moderierte sie zum 5. Dezember (dem Höhepunkt des niederländischen Nikolausfestes, dem „Pakjesavond“) bei NPO eine Sinterklaasshow.
2020 wurde ihr zu Ehren der Anlegekai (niederländisch: -kade) von Sinterklaas’ Dampfschiff umbenannt in „Blokkade“, was auch das innewohnende Wortspiel beabsichtigt. Zum gleichen Zeitpunkt gab sie in einem Interview ihre inneren Grenzen bekannt, die sie bei dem Blackfacing des Zwarte Piet verspürt und dass sie beinahe die Sendung verlassen hätte, wenn man nicht von dieser wenn auch alten Tradition ein wenig abgerückt wäre. (In ihren Sendungen hatten die Pieten lediglich etwas Schornsteinruß im Gesicht.)
Für ihre Kindersendungen sowie ihr Engagement für die Traditionen rund um das Sinterklaasfest erhielt sie mehrere einschlägige Preise.

## Weitere Tätigkeiten
Blok war auch Ratsmitglied in der 2000 gegründeten, in der jüdischen Gemeinschaft umstrittenen israelkritischen Vereinigung Een Ander Joods Geluid (zu deutsch etwa: „Eine andere jüdische Stimme“). Bloks Mutter, Hendrine „Henny“ Canes, stammt aus einem angesehenen jüdischen Elternhaus. Sie war auch Botschafterin der Nederlandse Hartstichting und des WWF Holland sowie Vorstandsmitglied der Amsterdamer Volksuniversität (eine Einrichtung der Erwachsenen- und Weiterbildung). Als freiwillige Helferin arbeitete sie zudem beim Flüchtlingshilfswerk VluchtelingenWerk Nederland.

## Persönliches
Blok war eine von drei Töchtern des Historikers Dick Blok und Hendrina (Henny) Gazan, der Tochter der jüdischen Kleinkünstlerin Stella Fontaine. Eine ihrer jüngeren Schwestern ist die Radio- und Fernsehmacherin Tessel Blok. Dieuwertje Blok war verheiratet mit dem drei Monate nach ihr verstorbenen  Radio- und Fernsehmoderator Peter de Bie. Aus einer älteren Ehe (früh und kurz) brachte sie einen Sohn und eine Tochter mit.
In einem Interview mit De Volkskrant machte Dieuwertje Blok Ende April 2024 bekannt, dass aufgrund eines fortschreitenden Hautkrebses ihre Nase amputiert werden müsse. Deshalb ziehe sie sich für einige Zeit aus der Öffentlichkeit zurück.
Nachdem die Operation erfolgreich verlaufen war, sollte Blok am 7. Februar 2025 wieder die NPO-Klassiksendung NTR Podium (female friday) moderieren. Doch da der Krebs zurückgekehrt war, verkündete die zu diesem Zeitpunkt 67 Jahre alte Journalistin im Januar 2025, dass sie nicht mehr als Moderatorin, also auch nicht als Gesicht des Sinterklaasjournaals, zur Verfügung stehen werde. Sie verstarb Anfang März 2025.